# Agía Marína, Nomós Zakýnthou
Agía Marína (Fagias) är en ort i Grekland.   Den ligger i prefekturen Nomós Zakýnthou och regionen Joniska öarna, i den sydvästra delen av landet, 260 km väster om huvudstaden Aten. Agía Marína ligger 555 meter över havet och antalet invånare är 164. Den ligger på ön Zakynthos.
Terrängen runt Agía Marína är kuperad åt sydväst, men åt nordost är den platt. Agía Marína ligger uppe på en höjd.Runt Agía Marína är det ganska tätbefolkat, med 78 invånare per kvadratkilometer. Närmaste större samhälle är Zákynthos, 10,7 km öster om Agía Marína. Trakten runt Agía Marína består till största delen av jordbruksmark.